# Międzywale
Międzywale – teren położony na brzegu rzeki pomiędzy jej linią brzegową a wałem przeciwpowodziowym. Jest to teren zarezerwowany na czas powodzi dla przejścia wód wezbraniowych w celu obniżenia wysokości fali powodziowej.